# Glandularia polyantha
Glandularia polyantha là một loài thực vật có hoa trong họ Cỏ roi ngựa. Loài này được Umber mô tả khoa học đầu tiên năm 1979.